# Torrent i pantà de Garet
El Torrent i pantà de Garet es troba a la finca de la Font al municipi de Lluçà, al Lluçanès. La zona humida està formada pel pantà de Garet, per un tram del torrent de Garet que l'alimenta, i per un petit sector del mateix torrent aigües avall del pantà.
El torrent de Garet vessa les seves aigües al rec de Cal Salles, tributari de la riera de Lluçanès, que al seu torn ho és de la riera Gavarresa i del Llobregat. Aquest pantà artificial té un antic origen natural, ja que antigament es tractava d'una petita gorga que es va transformar com a bassa agrícola per abeurar-hi bestiar i regar horts.
Actualment presenta un molt bon estat de conservació i es troba totalment naturalitzat. Destaca el seu extens i ample cinyell helofític, constituït per canyissar i bogues. També cal destacar el seu bosc de ribera, amb salze blanc, gatell, om, freixe de fulla gran, etc., que ocupa sobretot el sector del torrent més proper a l'entrada del pantà.
Pel que fa a la fauna, tant el torrent, on es formen algunes basses temporals, com el pantà, són d'alt interès per als amfibis i també per als ocells aquàtics.
Actualment aquest espai s'està gestionant com a zona humida. El propietari de la finca i el Centre d'Estudis de Rius Mediterranis (Museu Industrial del Ter) tenen establert un acord de custòdia del territori amb l'objectiu de conservar i
millorar el torrent i el pantà de Garet i el sistema agroforestal circumdant. El 30 de març de 2008 es va celebrar al Pantà i torrent de Garet una plantada de més de 1000 arbres de ribera, dins la campanya que van llançar Catalunya Ràdio i la Fundació Territori i Paisatge de Caixa Catalunya, per a la celebració dels 25 i 10 anys respectivament. Posteriorment, s'ha instal·lat un sistema de reg gota a gota des del pantà, per assegurar la viabilitat dels plançons.